# هورشام داونز
هورشام داونز (به لاتین: Horsham Downs) یک منطقهٔ مسکونی در نیوزیلند است که در Waikato District واقع شده‌است.